# Drymoanthus flavus
Drymoanthus flavus là một loài thực vật có hoa trong họ Lan. Loài này được St.George & Molloy mô tả khoa học đầu tiên năm 1994.